# Sovjetskaja Latvia (schip, 1925)
De Sovjetskaja Latvia (Russisch: Советская Латвия; "Sovjet-Letland") was een vrachtschip dat actief was voor diverse landen. Vanaf ongeveer 1942 werd het gebruikt voor gevangenentransporten naar de Sevvostlag door de Dalstroj, een Sovjet staatsbedrijf binnen de Goelag.

## Geschiedenis
Het schip werd gebouwd in Noorwegen, waar ze te water gelaten werd op 25 november 1925 en Childar werd gedoopt. Vervolgens werd het gedurende een aantal jaren ingezet als koopvaardijschip voor de Noorse lijnvaartmaatschappij Wiel & Amundsen Rederi A/S uit de Zuid-Noorse stad Halden. Op 4 mei 1934 liep het schip tijdens een reis naar Kaapstad aan land aan de monding van de Amerikaanse rivier Columbia, waarbij vier zeelieden om het leven kwamen. Het schip werd daarop teruggebracht naar Noorwegen, gerepareerd in de stad Porsgrunn en verkocht aan de Noorse lijnvaarder Rederi A/S Henneseid (Thoralf Holta), die het schip herdoopte tot Aakre en opnieuw te water liet in mei 1935.
In 1939 werd het schip verkocht aan het Verenigd Scheepvaartbedrijf van Letland (Apvienotā Kuģniecības Akciju Sabiedrība), gevestigd in de Letse hoofdstad Riga en hernoemd tot Hercogs Jēkabs (naar hertog Jacob Kettler van Koerland) en ingezet op een maandelijkse lijnvaartdienst tussen Riga en New York.
In 1940 werd Letland (na het Molotov-Ribbentroppact) veroverd door de Sovjet-Unie, waarop alle handelsschepen werden genationaliseerd. De Hercogs Jēkabs voer ver buiten de greep van de sovjetautoriteiten voor de kust van Chili en had dus de mogelijkheid gehad om net als veel andere Letse schepen buiten de Letse wateren zich over te geven aan andere landen om uit handen van de Sovjet-Unie te blijven. In plaats daarvan voer ze (als enige) terug naar Letland, waar ze net als andere Letse schepen werd ondergebracht bij Staats-Zeevaartbedrijf van Letland, onder het bestuur van de Sovjet-autoriteiten. Daarop brak een discussie uit over het eigendom en beheer van het schip, maar de Sovjet-Unie nam het bestuur over en het schip werd daarop naar de Pacifische haven Vladivostok gestuurd, waar ze in 1942 werd omgedoopt tot Sovjetskaja Latvia rond dezelfde tijd dat ze werd ingezet voor de Dalstroj van de NKVD. In 1946 werd het schip ingezet om dwangarbeiders te vervoeren naar Egvekinot voor de openstelling van grondstofvoorraden bij Ioeltin, diep in het binnenland van Tsjoekotka onder leiding van de Tsjoekotstrojlag. Op 19 december 1947 lag het schip in de Nagajevbocht toen de Nagajevotragedie plaatsvond, waarbij honderden mensen om het leven kwamen tijdens een explosie in de haven. Twee mensen aan boord van het schip kwamen hierbij om het leven.
In 1967 werd het schip uitgeschreven uit het scheepsregister van de Sovjet-Unie.